# Kanton Orgères-en-Beauce
Der Kanton Orgères-en-Beauce war bis 2015 ein französischer Wahlkreis im Arrondissement Châteaudun, im Département Eure-et-Loir und in der Region Centre-Val de Loire. Hauptort (chef-lieu) des Kantons war Orgères-en-Beauce. Vertreter im conseil général des Départements war zuletzt von 1998 bis 2015 Albéric de Montgolfier.

## Gemeinden
Der Kanton umfasste 17 Gemeinden:
| Gemeinde            | Einwohner Jahr | Fläche km² | Bevölkerungsdichte | Postleitzahl | Code INSEE |
| ------------------- | -------------- | ---------- | ------------------ | ------------ | ---------- |
| Baigneaux           | 248 (2013)     | –          | – Einw./km²        | 28140        | 28019      |
| Bazoches-en-Dunois  | 253 (2013)     | –          | – Einw./km²        | 28140        | 28028      |
| Bazoches-les-Hautes | 346 (2013)     | –          | – Einw./km²        | 28140        | 28029      |
| Cormainville        | 248 (2013)     | –          | – Einw./km²        | 28140        | 28108      |
| Courbehaye          | 133 (2013)     | –          | – Einw./km²        | 28140        | 28114      |
| Dambron             | 89 (2013)      | –          | – Einw./km²        | 28140        | 28121      |
| Fontenay-sur-Conie  | 164 (2013)     | –          | – Einw./km²        | 28140        | 28157      |
| Guillonville        | 439 (2013)     | –          | – Einw./km²        | 28140        | 28190      |
| Loigny-la-Bataille  | 211 (2013)     | –          | – Einw./km²        | 28140        | 28212      |
| Lumeau              | 184 (2013)     | –          | – Einw./km²        | 28140        | 28221      |
| Nottonville         | 324 (2013)     | –          | – Einw./km²        | 28140        | 28283      |
| Orgères-en-Beauce   | 1102 (2013)    | –          | – Einw./km²        | 28140        | 28287      |
| Péronville          | 271 (2013)     | –          | – Einw./km²        | 28140        | 28296      |
| Poupry              | 102 (2013)     | –          | – Einw./km²        | 28140        | 28303      |
| Terminiers          | 941 (2013)     | –          | – Einw./km²        | 28140        | 28382      |
| Tillay-le-Péneux    | 333 (2013)     | –          | – Einw./km²        | 28140        | 28390      |
| Varize              | 205 (2013)     | –          | – Einw./km²        | 28140        | 28400      |